# Francesco del Tintore
Francesco del Tintore (né en 1645 à Lucques, en Toscane, mort en 1718) est un peintre italien baroque de la fin du XVIIe et du début du  XVIIIe siècle, qui a été actif principalement à Lucques et à Rome.

## Biographie
En 1652, Francesco del Tintore rejoint avec de nombreux artistes comme Girolamo Scaglia, Antonio Franchi, et son frère Simone del Tintore l'académie sur le principe de la représentation de la nature (Accademia del naturale) de Pietro Paolini.

## Œuvres
- Complainte sur le Christ mort.
- Saint Fredian, chapelle de la Très Sainte Trinité Santa Croce et San Bonaventura dei Lucchesi à Rome.
- Miracles de sainte Zita, Chapelle de Sainte Zita, église San Frediano à Lucques.